# Театр Парадиз
Теа́тр Паради́з (Никитский и Интернациональный — обиходные названия театра) — историческое название здания музыкально-драматического театра в Москве конца XIX века.
Располагался по современному адресу: Большая Никитская улица, д. 19/13.
В настоящее время в здании расположен Театр имени Вл. Маяковского. Иногда ошибочно утверждается, что театр Парадиз был в здании Геликон-Оперы.

## История
С XVIII века здание принадлежало роду Стрешневых. В конце 1880-х годов им владела княгиня Е. Ф. Шаховская-Глебова-Стрешнева. В 1885 году антрепренёр Георг Парадиз арендовал и перестроил особняк для своего театра. Реконструкция была выполнена по проекту архитектора К. В. Терского, а фасад здания — одна из первых работ ещё молодого Фёдора Шехтеля, в русском стиле. Фасад завершался прихотливыми металлическими кружевами и башенками, которые были утрачены в советское время.
В 1893 году Яков Щукин арендует здание под собственный театр, под названием «Театр Я. В. Щукина» (бывший Парадиз), где проходят спектакли Русской оперетты, и гастролирующих петербургских и зарубежных трупп . В театре Я. В. Щукина побывали с гастролями мировые знаменитости: Людвиг Барнай, Габриель Режан, Жан Муне-Сюлли, Эрнесто Росси, Элеонора Дузе, Сара Бернар, Бенуа Коклен и Эрнст Поссарт.
Театр был известен как «Интернациональный театр». В театре давали спектакли труппы Мейнингенского и Мюнхенского королевского театров, французская труппа Михайловского театра, Венская оперетта, Московская комическая опера, украинские труппы Николая Садовского и М. К. Заньковецкой.
1 мая 1899 года здесь специально для А. П. Чехова повторяется «Чайка», так как автор не смог приехать на её премьеру из Ялты. Здесь же С. В. Рахманинов впервые выступил как дирижёр Русской частной оперы.
В 1922 году здание театра было передано московскому Театру Революции, который после нескольких переименований теперь называется Театром имени Владимира Маяковского.

## Внешний вид
Здание театра из красного кирпича в богатом русском стиле было спроектировано в конце 1880-х годов архитектором К. В. Терским, ему помогал молодой архитектор Ф. О. Шехтель, которому и приписывается проект великолепного фасада. На фотографии 1890 года можно увидеть теремную крышу главного корпуса и такие же навершия башенок, а балкон над входом в театр освещали фонари. В настоящее время все эти детали утеряны.